# Posición vertical

Las principales cimas de la Tierra y sus altitudes

La posición vertical o ubicación vertical es la localización respecto a una dirección vertical (la dirección de la plomada) por encima o por debajo de un datum vertical dado (una superficie de nivel de referencia, como por ejemplo, el nivel del mar).
Distancia vertical o separación vertical es la distancia entre dos posiciones verticales.
Existen muchas coordenadas verticales para expresar la posición vertical: profundidad, altura, altitud, elevación, etc.
Se dice que los puntos que se encuentran en una superficie geopotencial están en el mismo nivel vertical, es decir, que tienen la misma nivelación.

## Definiciones
La Organización Internacional de Normalización (ISO), más específicamente la norma ISO 19111, ofrece las siguientes dos definiciones:
- Profundidad: "distancia de un punto desde una superficie de referencia elegida medida hacia abajo en una línea perpendicular a esa superficie".[1]
- Altura: "distancia de un punto desde una superficie de referencia elegida medida hacia arriba en una línea perpendicular a esa superficie".[1]

La norma ISO 6709 (versión de 2008) ofrece la siguiente definición adicional:
- Altitud: "altura para la que la superficie de referencia elegida es el nivel medio del mar".[1]

La Organización de Aviación Civil Internacional (OACI) ofrece definiciones similares:
- Altitud: "la distancia vertical de un nivel, un punto o un objeto considerado como un punto, medida desde el nivel medio del mar (MSL)."[2]
- Altura: "la distancia vertical de un nivel, un punto o un objeto considerado como un punto, medida desde un datum específico".[2]

La OACI define además:
- Elevación: "la distancia vertical de un punto o un nivel, sobre o fijado a la superficie de la tierra, medida desde el nivel medio del mar".[2]

Es decir, la elevación sería la altitud del suelo o de un edificio.

### Magnitudes derivadas
Se pueden definir varias magnitudes físicas en función de las definiciones anteriores:
- Relieve oceánico
- Profundidad en un pozo
- Altura de secado
- Altura dinámica
- Coordenadas geodésicas
- Coordenadas geocéntricas
- Geopotencial
- Geodesia
- Altura sobre el nivel del mar
- Altura sobre el terreno promedio
- Por encima del nivel del suelo
- Profundidad medida
- Altura normal
- Altura ortométrica
- Espesor (geología)
- Profundidad vertical verdadera

## Unidades
Las magnitudes de distancia vertical, como la altura ortométrica, se pueden expresar en varias unidades: metro, pie, etc.
Ciertas coordenadas verticales no se basan en unidades de longitud, como por ejemplo, las medidas de geopotencial, que se expresan en unidades de m2/s2. La normalización por un valor de gravedad nominal constante (unidades de m/s2) produce unidades de metro, como en el caso de la altura geopotencial (basada en la gravedad estándar) o de la altura dinámica (basada en la gravedad normal a 45 grados de latitud). A pesar de expresarse como una dimensión geométrica utilizando unidades de longitud, la coordenada vertical no representa una distancia en el espacio físico, como se mediría con una regla o con una cinta métrica.
A veces se introduce un metro geopotencial (símbolo gpm o m') o metro dinámico para poner de relieve esta circunstancia. Sin embargo, esta práctica no es aceptable con el Sistema Internacional de Unidades (SI). 
Otra unidad no perteneciente al SI es el metro vertical, introducido cuando puede haber confusión entre distancia vertical, distancia horizontal o distancia oblicua. Se utiliza para cuantificar la distancia que asciende en deportes como el montañismo, el esquí, el senderismo, las carreras a pie o el ciclismo En los países de habla alemana se utiliza la abreviatura 'Hm' para Höhenmeter ("metro de altura"); si está precedido por un '±' se refiere al desnivel acumulado. En español se utiliza la abreviatura "m.s.n.m." para indicar que una altitud está medida en "metros sobre el nivel del mar".

## Medición
Para medir la posición vertical se pueden utilizar diversos instrumentos y técnicas:
- Altímetro
- Batimetría
- Punto de referencia (topografía)
- Profundímetro de buceo
- Sondeo de profundidad
- Hipsómetro
- Topografía
- Mareómetro
- Nivel de agua (dispositivo)

## Fenómenos
Muchos fenómenos físicos están relacionados con la posición vertical, impulsados por la gravedad: 
- Cabezal hidráulico

Etapa (hidrología)
- Isostasia
- Nivel del mar

Geoide
Altura de la superficie del mar
- Tasa de caída de temperatura
- Relieve terrestre

Modelo digital del terreno
Prominencia
- Desplazamiento vertical

Rebote posglaciar
Subsidencia
Levantamiento (geología)
- Variación de presión vertical